# Кубок Шотландії з футболу 1888—1889
Кубок Шотландії з футболу 1888–1889 — 16-й розіграш кубкового футбольного турніру у Шотландії. Титул вперше здобув Терд Ланарк.

## Четвертий раунд
| Команда 1                        | Рахунок | Команда 2          |
| -------------------------------- | ------- | ------------------ |
| 3 листопада 1888                 |         |                    |
| Аберкорн                         | 11:1    | Ауе Бойс           |
| Кемпсі                           | 3:1     | Гарт оф Мідлотіан  |
| Дамбартон                        | 9:0     | Мезлан Парк        |
| Дамбартон Атлетік                | +:-     | Данфермлін Атлетік |
| Данблейн                         | 4:4     | Іст Стерлінгшир    |
| Фейр Сіті Атлетік                | 1:3     | Арброт             |
| Кілбірні                         | 1:6     | Сент-Міррен        |
| Лейнмарк                         | 0:8     | Рентон             |
| Обан                             | 0:6     | Клайд              |
| Квін оф зе Сауз Вондерерс        | 10:2    | Фолкерк            |
| Сент-Бернардс                    | 1:4     | Селтік             |
| Терд Ланарк                      | 7:1     | Герлфорд Юнайтед   |
| Аддінгстон                       | 1:4     | Моссенд Свіфтс     |
| 10 листопада 1888 (перегравання) |         |                    |
| Іст Стерлінгшир                  | 4:0     | Данблейн           |

## П'ятий раунд
Команди Кемпсі, Дамбартон Атлетік, Іст Стерлінгшир пройшли до наступного раунду після жеребкування.
| Команда 1                     | Рахунок | Команда 2                 |
| ----------------------------- | ------- | ------------------------- |
| 24 листопада 1888             |         |                           |
| Арброт                        | 3:3     | Рентон                    |
| Клайд                         | 1:0*    | Селтік                    |
| Сент-Міррен                   | 3:1     | Квін оф зе Сауз Вондерерс |
| Терд Ланарк                   | 5:4*    | Аберкорн                  |
| 1 грудня 1888                 |         |                           |
| Дамбартон                     | 3:1     | Моссенд Свіфтс            |
| 1 грудня 1888 (перегравання)  |         |                           |
| Рентон                        | 4:0     | Арброт                    |
| 8 грудня 1888 (перегравання)  |         |                           |
| Аберкорн                      | 2:2     | Терд Ланарк               |
| Селтік                        | 9:2     | Клайд                     |
| 15 грудня 1888 (перегравання) |         |                           |
| Аберкорн                      | 2:2     | Терд Ланарк               |
| 22 грудня 1888 (перегравання) |         |                           |
| Аберкорн                      | 1:3     | Терд Ланарк               |

* - результат скасовано, було призначено повторний матч.

## Чвертьфінали
| Команда 1                     | Рахунок | Команда 2       |
| ----------------------------- | ------- | --------------- |
| 15 грудня 1888                |         |                 |
| Селтік                        | 2:1     | Іст Стерлінгшир |
| Дамбартон                     | 2:2     | Сент-Міррен     |
| Дамбартон Атлетік             | 1:2     | Рентон          |
| 22 грудня 1888 (перегравання) |         |                 |
| Сент-Міррен                   | 2:2     | Дамбартон       |
| 29 грудня 1888                |         |                 |
| Терд Ланарк                   | 6:1     | Кемпсі          |
| 29 грудня 1888 (перегравання) |         |                 |
| Дамбартон                     | 3:1     | Сент-Міррен     |

## Півфінали
| Команда 1     | Рахунок | Команда 2 |
| ------------- | ------- | --------- |
| 12 січня 1889 |         |           |
| Дамбартон     | 1:4     | Селтік    |
| Терд Ланарк   | 2:0     | Рентон    |

## Фінал
Команда Селтік подала протест на результат матчу через сильний снігопад. Було призначено повторний матч.
| 2 лютого 1889 |

| Терд Ланарк | 3:0 | Селтік |
| ----------- | --- | ------ |
|             |     |        |

| Гемпден-Парк, Глазго Глядачів: 18 391 |

### Перегравання
| 9 лютого 1889 |

| Терд Ланарк | 2:1 | Селтік |
| ----------- | --- | ------ |
|             |     |        |

| Гемпден-Парк, Глазго Глядачів: 16 000 |